# Stanisław Apoznański
Stanisław Apoznański (ur. 1940) – polski prawnik i polityk, prezydent Wrocławia w latach 1984–1985.

## Życiorys
Ukończył prawo na Uniwersytecie Wrocławskim. W młodości wstąpił do Polskiej Zjednoczonej Partii Robotniczej. Po studiach pracował w jednostkach ministerstwa budownictwa, m.in. jako dyrektor Przedsiębiorstwa Robót Izolacyjnych, a od 1979 Wrocławskiego Przedsiębiorstwa Budownictwa Przemysłowego nr 2. 26 czerwca 1984 został powołany na stanowisko prezydenta miasta Wrocławia. Funkcję tę sprawował do 13 grudnia 1985.
W 1990 po samorozwiązaniu PZPR i utworzeniu przez większość jej działaczy Socjaldemokracji Rzeczypospolitej Polskiej przystąpił do tej formacji. Z ramienia SdRP i SLD w latach 1994–2002 zasiadał w Radzie Miasta Wrocławia.